# Zellgift
Zellgift oder Cytotoxin ist eine Bezeichnung für Stoffe, die schädigend oder zerstörend auf eine biologische Zelle (zytozid) wirken. Zellgifte sind z. B.
- Wasserstoffperoxid (H2O2) – schädigt Zellen, führt experimentell zu programmiertem Zelltod von isolierten Zellen.
- Zytostatika – Medikamente, die für die Behandlung von Karzinomen und Leukämien eingesetzt werden; die Schädigung von malignen (entarteten) Zellen ist hier gewünscht.
- Ethanol – Dieser sowie das direkte physiologische Abbauprodukt Ethanal sind toxisch.
- Antibiotika – sind toxisch für Bakterienzellen.